# Скиббю, Йеспер
Йеспер Скиббю (дат. Jesper Skibby; род. 21 марта 1964, в  Силькеборге, Дания)  — датский профессиональный шоссейный велогонщик.

## Допинг
В ноябре 2006 года Йеспер Скиббю выпустил свою автобиографию, в которой признаётся, что употреблял допинг более 10 лет. В 1991 он начал использовать стероиды, в 1992 гормоны роста и тестостерон, а в 1993 он также использовал ЭПО.

## Достижения
1984
3-й - Тур Берлина
1986
1-й - Tour de l'Essonne
3-й - Трофей Бараччи (вместе с Брианом Хольмом)
1987
1-й — Этап 1 (ИГ) Тур Дании
3-й - Чемпионат Дании — Групповая гонка
1988
1-й — Этап 5 (ИГ) Тур Дании
2-й - Grand Prix de la Libération (в составе команды Roland-Colnago)
1989
1-й — Этап 19 Джиро д’Италия
1-й - Grand Prix de la Libération (в составе команды TVM-Ragno)
2-й - Чемпионат Дании — Групповая гонка
4-й - Тиррено — Адриатико — Генеральная классификация
1990
1-й — Этапы 3 и 10 (ИГ) Тур де л’Авенир
7-й - Милан — Сан-Ремо
1991
1-й — Этапы 3 и 7 (ИГ) Вуэльта Испании
2-й - Вуэльта Андалусии — Генеральная классификация
6-й - Тиррено — Адриатико — Генеральная классификация
1-й — Этап 7
7-й - Тур Фландрии
1992
2-й - Trophée Luis Puig
8-й - Тур Фландрии
1993
1-й — Этап 5 Тур Нидерландов
1-й — Этап 5 Тур де Франс
2-й - Wincanton Classic
6-й - Джиро ди Ломбардия
9-й - Париж — Тур
1994
1-й - Тур Нидерландов — Генеральная классификация
1-й — Этап 5
1-й — Этапы 1 и 6 Вуэльта Астурии
1-й — Этап 4 Тиррено — Адриатико
1995
1-й — Этапы 2 и 5 Тур Дании
1-й — Этап 9 Вуэльта Испании
5-й - Амстел Голд Рейс
6-й - Тур Фландрии
9-й - Милан — Сан-Ремо
1996
1-й — Этап 4 Тур Дании
3-й - Классика Альмерии
3-й - Чемпионат Дании — Групповая гонка
1997
3-й - Тур Дании — Генеральная классификация
1998
1-й - Дварс дор Вест-Фландерен
1999
1-й  Чемпион Дании — Командная гонка с раздельным стартом
1-й - Circuit de Getxo
1-й — Этап 5 Тур Люксембурга
2-й - Чемпионат Дании — Индивидуальная гонка
2-й - Тур Швеции — Генеральная классификация
1-й — Этап 3
2-й - Гран-при Эдди Меркса
2-й - Тур Даун Андер
2000
1-й  Чемпион Дании — Командная гонка с раздельным стартом

## Статистика выступлений

### Гранд-туры
| Гранд-тур                 | 1987 | 1988 | 1989 | 1990 | 1991 | 1992 | 1993 | 1994 | 1995 | 1996 | 1997 | 1998 | 1999 | 2000 |
| ------------------------- | ---- | ---- | ---- | ---- | ---- | ---- | ---- | ---- | ---- | ---- | ---- | ---- | ---- | ---- |
| Джиро д’Италия            | НФ   | —    | 14   | НФ   | —    | —    | —    | —    | НФ   | НФ   | —    | —    | —    | —    |
| Тур де Франс              | 29   | —    | 41   | НФ   | НФ   | 56   | 53   | 45   | 49   | 29   | 82   | —    | —    | НФ   |
| (c 2010 ) Вуэльта Испании | —    | —    | —    | —    | 28   | НФ   | —    | НФ   | 48   | НФ   | НФ   | —    | —    | —    |

| —  | Не участвовал  |
| НФ | Не финишировал |